# فين غادي بيا خويا
فين غادي بيا خويا هو عنوان أغنية مغربية شهيرة وثورية لمجموعة ناس الغيوان، مستقاة من التراث المغربي الأصيل، بطابع صوفي،

تحكي الأغنية عن شدة الوجع وانقلاب الأوضاع وعن عدم الرضا بالمصير. اسم الأغنية عبارة عن التساؤل الذي تطرحه القصيدة الزجلية بما تعنيه "فين غادي بيا؟ "إلى أين أنت ذاهب بي؟!"

## كلمات الأغنية
هذه الأغنية الشهيرة عبرت كباقي الأغاني الثورية عن واقع مرحلة معينة من تاريخ المغرب، وتحمل كمعظم أغاني المجموعة سمات الاحتجاج حيث كانت الموسيقى الهيبية والغيوانية في وقتها ملاذ هروب واحتماء الشباب الطامح من سياط الفقر وقلة ذات اليد، وانعدام الحريات، وإهانة الإنسان وضيق الأفق والسيطرة المطلقة لأجهزة السلطة والدولة العميقة، أمام غياب وسائل التعبير المختلفة، وتواجد قناة تلفاز وحيدة وواحدة تعبر وتكرس مفاهيم السلطة المطلقة في الدولة العميقة.
والمثير في الأغنية أنها استطاعت أن توصل رسالة فنية شامخة، وتقلب المعاناة إلى رمزية تحدي، بطابع فني أصيل من التراث المغربي، سواء من حيث حمولتها المضمونية، أو من حيث قوة أدائها الموسيقي، وتجلى هذا النجاح الباهر للأغنية في إقبال الناس عليها باختلاف طبائعهم وأيديولوجياتهم وطموحاتهم، بل تعدت الحدود المغربية على المستوى المغاربي، كما عرفت أيضاً تجاوباً مع المتلقي الغربي مباشرة في سهرات وحفلات ومهرجانات شاركت فيها إبان أوج ازدهارها وذلك في إنجلترا وباريس وبعض الدول الأوروبية من سنوات السبعينيات والثمانينات من القرن الماضي وكانت بذلك سفيرة الأغنية والتراث المغربي والمغاربي والعربي بامتياز.
تقول الأغنية:
يا من هو بَازْ فْ القفازْ.
يا من هو فرّوج على الكندرة طغا ونشر جناحه.
يا من هو تِلِّيسْ أعطى ظهره لَلتَّغـْـرَازْ.
عمّرني ما ريت الغزال تمشي بَالْمْهْمَازْ وفراخ الخيل عَادُوا سُرَّاحُو.
عمرني ما ريت النخلة تعطي حب الْغـَازْ بعد التمر وُتَبْلاَحُهْ.
يا من هو ديب فْ الْغـْيَابْ كْثَرْ صْيَاحُه.......
فين غادي بيا خويــا...فين غادي بيا خويــا... فيــــن غــَـادِي بـِيـَّــا؟.
حسرةََ على العقاب محبوس في الأقفاض، والدجاج مبسوط يرتقي أعلى المرتقيات ويفرد جناحه مستبسلاً في غياب العقبان.
أيها الكيس (مصنوع من صوف الغنم وشعر الماعز، يُحَمَلُ على الحمار وهو مملوء بالماء) أيها الكيس المُعطي ظهرَك ليخيطوك كناية عن السمع والطاعة والاستسلام.
ويقول: لم نعهد أن الغزلان تُساق كقطعان الماشية بالعصا، ولا الخيل تُرعى كالأغنام، لم نعهد بالنخل يعطي غير التمر والبلح حب الغاز، الذئب يعوي جوعاً في مكانه الطبيعي بالغابات ولحم الضأن تأكله الكلاب؟!.... كلمات تتساءل باستغراب عن قلب الموازين في حياتنا وما هي أسبابها؟ والسؤال الآخير لصاحب الأمر: إلى أين أنت بنا ذاهب..
إلى أين؟!!

### مقطع من قصيدة الأغنية مع تبسيط الكلمات إلى العربية الفصحى
- فين غادي (ذاهب) بيا خويــــا (أخي) فين غادي بيـــــــــــا؟
- دقة تابعة دقــــــــــــة شكون (من) يحدّ البــــــاس (البأس)؟
- لا تلومونا ف الغربـة يا هـــــــاذ النــــــاس
- لا تلومونا ف الغربـة وليعـــــــة (لوعة) الغربــــــة
- لا تكذبوا عَلْ الرُّومِيَّة مــــا هـــي نـَشـْبَـــــة (فخ)
- أنا ما نسيت البنديـــر أنا ما نسيت القصبــة
- أنا ما نسيت الموسـم والخيل سربة سربــة (سرب)
- أنا ما نسيت البوب ولا مجمع الطلبـــــــة
- أنا ما نسيت دواري (قريتي) يــا بــلاد القصبــــــة
- أنا ما نسيت العشيـرة ولا گمـــــح (قمح) الرحبـــة (الرحبة هو مكان مخصص لبيع حبوب المحصول الزراعي في السوق)
- أنا ما نسيت حياتـــي يــــا نـــاس المحبة ي
- أنا ما نسيت ناســــي خَايْتْ (أختي) هَدِي نَكْبَــــــــة

-* * * *
- ما هْمْنِي وْلاَ رَشَّانـِي غير (إلا) فراق الصحبــــة
- ما همني ولا رشانـي لا مــــــا للتربـــــــة
- ما همني ولا رشانـي لا صابـــة (المحصول الجيد) لا غـُمْـــرَة
- ما همني ولا رشانـي شمسنا ضَوْهَا جمـرة
- ما همني ولا رشانـي لا نجوم لا گمــــــــرة (قمر)
- ما همني ولا رشانـي وَيَا لِيعْةْ القـُــــــــدْرَة
- ما همني ولا رشانـي فيـــن غـــادي بيــــا

-* * * *
- بين قـَلبِي الوَگـــَــــاد بين حيرة وُ عـْنـَـــادْ
- بين قرب والبعــــــــاد يــــا كيـــة الاخـْـــلاَگ (الأخلاق=الخلائق)
- بين نار والرمــــــــاد وعذاب الولفة
- وتنكاد (نكد) الضميــــــــــر ضْمِيــــِري بَالْوَلْفـَــة
- فين غادي بيا خويــا فيــــن غــَـادِي بـِيـَّــا

### وصلات خارجية
- فيديو ناس الإيوان أغنية فين غادي بيا
- الجزيرة نت «ناس الإيوان»
- القدس العربي: صدور كتاب تحت عنوان: «ناس الإيوان والاندماج الاجتماعي»
- "Nass El Ghiwane Troubadours of the Old and New Morocco "qantara.de
- Rolling Stones of Morocco' - Nass El Ghiwane's music of protest protest